# Красимира Медарова
Красимира Георгиева Медарова е българска юристка.

## Биография

### Юридическа кариера
Завършва Право в Софийския университет. Работи по специалността си, като съдия има стаж над 20 години: в Софийския районен съд (1992-1998), в Софийския градски съд (1998-2006) и в Софийския апелативен съд – от 2006 г.

### Политическа кариера
Избрана е от квотата на ГЕРБ за председател на Централната избирателна комисия през април 2011 г.. Напуска поста през март 2014 година поради промени в Изборния кодекс и в свързания Закон за съдебната власт, забраняващ действащи съдии да са членове на ЦИК.
Президентът Росен Плевнелиев с указ от 8 август 2014 година я назначава за министър без портфейл за организация на изборния процес в служебното правителство на Георги Близнашки. Само 2 дни по-късно, в неделя, тя заявява в отворено писмо до медиите, че се оттегля от поста. Причината е, че нейното назначение е предизвикало недоволството на Реформаторския блок, организацията „Протестна мрежа“ и др. заради критики, че като председател на ЦИК „е взела решения, обслужващи“ ГЕРБ.